# Millrose Games 2011
104. Millrose Games – halowy mityng lekkoatletyczny, który odbył się 28 stycznia 2011 w Nowym Jorku. Zawody otwierały cykl halowych mityngów IAAF Indoor Permit Meetings w sezonie 2011. Areną zmagań lekkoatletów była hala Madison Square Garden.

## Rezultaty

### Mężczyźni
| Konkurencja        | 1. miejsce       | 1. miejsce | 2. miejsce         | 2. miejsce | 3. miejsce      | 3. miejsce |
| ------------------ | ---------------- | ---------- | ------------------ | ---------- | --------------- | ---------- |
| Bieg na 60 m       | Nesta Carter     | 6,52       | Mike Rodgers       | 6,56       | Trell Kimmons   | 6,57       |
| Bieg na 600 jardów | Rennie Quow      | 1:11,82    | Karjuan Williams   | 1:12,23    | Jamaal Torrance | 1:12,77    |
| Bieg na milę       | Deresse Mekonnen | 3:58,58    | Bernard Lagat      | 3:59,01    | David Torrence  | 4:00,13    |
| Bieg na 2 mile     | Stephen Haas     | 8:48,61    | Harbert Okuti      | 8:57,99    | Jon Phillips    | 9:05,39    |
| Pchnięcie kulą     | Ryan Whiting     | 21,31      | Christian Cantwell | 21,14      | Reese Hoffa     | 20,52      |
| Rzut ciężarkiem    | Jake Freeman     | 24,16      | Paul Wagner        | 20,89      | John Freeman    | 20,62      |
| Wielobój           | Ashton Eaton     | 2666 pkt.  | Trey Hardee        | 2640 pkt.  | Bryan Clay      | 2609 pkt.  |

### Kobiety
| Konkurencja               | 1. miejsce              | 1. miejsce | 2. miejsce          | 2. miejsce | 3. miejsce       | 3. miejsce |
| ------------------------- | ----------------------- | ---------- | ------------------- | ---------- | ---------------- | ---------- |
| Bieg na 60 m              | Veronica Campbell-Brown | 7,11       | Lauryn Williams     | 7,22       | Me’Lisa Barber   | 7,23       |
| Bieg na 400 m             | Natasha Hastings        | 53,60      | Deedee Trotter      | 53,82      | Angee Henry      | 54,53      |
| Bieg na 1500 m            | Sara Hall               | 4:15,35    | Carmen Douma-Hussar | 4:16,73    | Heidi Dahl       | 4:16,99    |
| Bieg na 60 m przez płotki | Vonette Dixon           | 8,00       | Danielle Carruthers | 8,03       | Perdita Felicien | 8,05       |
| Skok o tyczce             | Fabiana Murer           | 4,74       | Jenn Suhr           | 4,64       | Melinda Owen     | 4,44       |
| Rzut ciężarkiem           | Amber Campbell          | 24,10      | Loree Smith         | 20,99      | Kristin Smith    | 20,35      |

## Halowe mistrzostwa USA w chodzie na 1 milę kobiet
Podczas mityngu rozegrano mistrzostwa Stanów Zjednoczonych w chodzie na 1 milę kobiet. Tytuł mistrzyni kraju zdobyła, druga na mecie, Maria Michta.
| 1. miejsce             | 1. miejsce | 2. miejsce   | 2. miejsce | 3. miejsce      | 3. miejsce |
| ---------------------- | ---------- | ------------ | ---------- | --------------- | ---------- |
| Rachel Lavallée Seaman | 6:41,32    | Maria Michta | 6:51,06    | Erin Bresnahanr | 7:03,78    |